# Florian Camathias
Florian Camathias (San Galo, 23 de marzo de 1924-Brands Hatch, 10 de octubre de 1965) fue un piloto de motociclismo suizo, que compitió en el Campeonato del Mundo de Motociclismo sobre todo en la categoría de sidecar.

## Biografía
Comenzó su carrera motociclista en 1945. Camathias acabó quinto en el Campeonato del Mundo de Sidecar en 1956. Su primera victoria en un Gran Premio fue en el Gran Premio de los Países Bajos en Assen.
Camathias era un renombrado fabricante de motores asociado con el motor de competición de árbol de levas en cabeza BMW RS54 "Rennsport", y comenzó una asociación con el corredor de sidecar inglés Colin Seeley, que utilizó el motor de Camathias para la TT Isla de Man de 1964, colocándose tercero en una máquina que llamó FCSB-Florian Camathias Special B, mientras que Camathias terminó 15.º en la misma carrera usando un motor Gilera.
Murió en un accidente en una carrera disputada en Brands Hatch, el 10 de octubre de 1965. El pasajero de Camathias, Franz Ducret, resultó herido pero se recuperó en el West Hill Hospital, Dartford. Una investigación descubrió que el accidente fue causado por una falla de soldadura donde se había roto un tubo de la horquilla delantera. Alrededor de 1.000 personas asistieron al funeral con muchos de la fraternidad de carreras de motos y coches.

## Resultados
Sistema de puntuación desde 1950 hasta 1968:
| Posición | 1.º | 2.º | 3.º | 4.º | 5.º | 6.º |
| Puntos   | 8   | 6   | 4   | 3   | 2   | 1   |

Hasta 1955 se contaban los 5 mejores resultados.
(carreras en cursiva indica vuelta rápida)
| Año  | Cat.    | Moto         | 1       | 2       | 3       | 4      | 5       | 6       | 7       | 8      | 9     | Pts. | Pos. |
| ---- | ------- | ------------ | ------- | ------- | ------- | ------ | ------- | ------- | ------- | ------ | ----- | ---- | ---- |
| 1951 | 500 cc  | BMW          | ESP -   | SUI Ret | IOM -   | BEL -  | NED -   | FRA -   | ULS -   | NAT -  |       | 0    | –    |
| 1953 | 350cc   | AJS          | IOM -   | NED -   | GER -   | FRA -  | ULS -   | SUI 14  | NAT -   |        |       | 0    | -    |
| 1954 | 250cc   | Moto Guzzi   | FRA -   | IOM -   | ULS -   |        | NED -   | GER -   | SUI 7   | NAT -  |       | 0    | -    |
| 1954 | 500cc   | Norton       | FRA -   | IOM -   | ULS -   | BEL -  | NED -   | GER -   | SUI 11  | NAT -  | ESP - | 0    | -    |
| 1955 | 125cc   | MV Agusta    | ESP -   | FRA Ret | IOM -   | GER -  | BEL -   | NED -   |         | NAT 10 |       | 0    | -    |
| 1955 | 250cc   | NSU          |         |         | IOM -   | GER 13 |         | NED -   | ULS -   | NAT -  |       | 0    | -    |
| 1955 | 500cc   | Norton       | ESP -   | FRA 7   | IOM -   | GER -  | BEL -   | NED -   | ULS Ret | NAT -  |       | 0    | -    |
| 1955 | Sidecar | BMW          | ESP -   |         | IOM -   | GER -  | BEL 8   | NED -   |         | NAT 4  |       | 3    | 11.º |
| 1956 | 125cc   | MV Agusta    | IOM -   | NED 12  | BEL -   | GER -  | ULS -   | NAT Ret |         |        |       | 0    | -    |
| 1956 | 250cc   | NSU          | IOM -   | NED 11  | BEL -   | GER -  | ULS -   | NAT Ret |         |        |       | 0    | -    |
| 1956 | Sidecar | BMW          | IOM -   | NED 5   | BEL -   | GER -  | ULS 3   | NAT 4   |         |        |       | 9    | 5.º  |
| 1957 | 250cc   | MV Agusta    | GER Ret | IOM 9   | NED -   | BEL -  | ULS -   | NAT Ret |         |        |       | 0    | -    |
| 1957 | Sidecar | BMW          | GER 4   | IOM 3   | NED -   | BEL 2  |         | NAT 3   |         |        |       | 17   | 3.º  |
| 1958 | Sidecar | BMW          | IOM 2   | NED 1   | BEL 2   | GER 2  |         |         |         |        |       | 20   | 2.º  |
| 1959 | Sidecar | BMW          | FRA -   | IOM 2   | GER 1   | NED 1  | BEL Ret |         |         |        |       | 22   | 2.º  |
| 1960 | Sidecar | BMW          | FRA 3   | IOM 5   | NED 16  | BEL -  | GER 2   |         |         |        |       | 12   | 4.º  |
| 1961 | Sidecar | BMW          | ESP Ret | GER -   | FRA -   | IOM -  | NED -   | BEL -   |         |        |       | 0    | -    |
| 1962 | Sidecar | BMW          | ESP 2   | FRA 2   | IOM Ret | NED 7  | BEL 1   | GER 2   |         |        |       | 26   | 2.º  |
| 1963 | Sidecar | FCS          | ESP 3   | GER 1   |         | IOM 1  | NED 3   | BEL Ret |         |        |       | 20   | 2.º  |
| 1964 | Sidecar | FCS / Gilera |         | ESP 1   | FRA -   | IOM 15 | NED Ret | BEL -   | GER -   |        |       | 8    | 7.º  |
| 1965 | Sidecar | BMW          |         | GER -   | ESP Ret | FRA 1  | IOM Ret | NED Ret | BEL 5   |        |       | 10   | 4.º  |